# Fiacha Finnfolaidh
Fiacha Finnfolaidh (fl. I secolo) è stato un leggendario re supremo irlandese del I secolo.
Fu detronizzato o da Cairbre Cinnchait o da Éllim, re dell'Ulster, nel corso di una rivolta popolare contro la nobiltà milesia. Sua moglie, Eithne, incinta di Tuathal Teachtmhar, fuggì in Scozia.

## Fonti
- Seathrún Céitinn, Foras Feasa ar Éirinn 1.38
- Annali dei Quattro Maestri M39-56